# Hans Zollner
Hans Zollner, S.J. (* 19. listopadu 1966 Řezno) je německý římskokatolický kněz, psycholog, profesor a člen Papežské komise pro ochranu nezletilých.

## Život
Narodil se 19. listopadu 1966 v Řeznu.
Dne 16. září 1990 vstoupil k Jezuitům. Vystudoval teologii a filosofii ve svém rodném městě. Vysvěcen na kněze byl 7. října 1995.
Od roku 2003 je profesor Psychologického institutu Papežské univerzity Gregoriana. Zde působil i jako akademický vicerektor.
Zollner je církevní odborník v oblasti ochrany nezletilých před pohlavním zneužíváním, zejména v katolické církvi. Je předsedou Centra pro ochranu dětí na Gregorianě.
Dne 22. března 2014 jej papež František jmenoval členem Papežské komise pro ochranu nezletilých.
Od 1. dubna 2017 je poradcem Kongregace pro klérus.
Je čestným profesorem odboru teologie a náboženství Durhamské univerzity.